# Un uomo da odiare
Un uomo da odiare (Monte Calvario) è una telenovela messicana del 1986, in 120 puntate, prodotta da Televisa. In Italia è stata trasmessa da Rete A.

## Trama
Annalisa è una giovane studentessa costretta dalla crudele nonna Esther a sposare il temuto e orgoglioso Ottavio Montero, un uomo molto ricco che può salvare lei e la sua famiglia dalla rovina e che nutre anche un'ossessione smodata per lei. Durante una discussione con Annalisa, Ottavio subisce un incidente e rimane paralizzato, il che inasprisce ulteriormente il suo temperamento.
Annalisa si trasferisce nella tenuta di Ottavio, chiamata Monte Calvario, dove vive anche la sua frivola e invidiosa sorella, Stefania. Dopo il matrimonio con Ottavio, Annalisa vive un inferno, dovendo sopportare il profondo odio di Stefania per lei. Inoltre, Ottavio, ancora costretto su una sedia a rotelle, sfoga la sua amarezza su di lei, maltrattandola e rendendole la vita un inferno.
Un giorno, Annalisa, completamente disperata, tenta il suicidio gettandosi in un fiume, ma l'affascinante dottor Gustavo Seckerman la salva e i due si innamorano all'istante. Annalisa gli nasconde la sua vera identità e trascorrono diversi giorni a godersi il loro amore. Sa che la sua relazione con lui è impossibile, così torna a Monte Calvario senza salutare Gustavo. Mesi dopo, il destino porta il giovane medico nella tenuta dove vive Annalisa, assunto da Ottavio per curare la sua disabilità.
Dopo averlo incontrato, Stefania si infatua di Gustavo e, quando scopre che lui e Annalisa hanno avuto una relazione, decide di rimanere in silenzio per sedurlo liberamente. Ottavio scopre infine la relazione tra Annalisa e Gustavo ed è pronto a ucciderlo, ma Annalisa si sacrifica per il suo amato, impedendo a Ottavio di mettere in atto la sua minaccia.
Annalisa si allontana da Gustavo, solo per scoprire in seguito di essere incinta di suo figlio. Cerca di farglielo sapere, ma circostanze e intrighi che si frappongono glielo impediscono. Mesi dopo, Annalisa dà alla luce suo figlio, aiutata da Stefania, che approfitta della situazione per rubargli il bambino e spacciarlo per suo.
È qui che inizia il vero calvario di Annalisa, poiché nessuno crede che abbia avuto un figlio maschio. 